# アレロパシー
アレロパシー（英語: Allelopathy）とは、ある植物が他の植物の成長を抑える物質（アレロケミカル）を放出したり、あるいは動物や微生物を防いだり、あるいは引き寄せたりする効果の総称。邦訳では「他感作用」という。ギリシア語のαλληλων（allēlōn 互いに）+παθος（pathos 感受。あるものに降りかかるもの）からなる合成語である。1937年にドイツの植物学者であるハンス・モーリッシュにより提唱された。

## 作用経路
いくつかの作用経路を経て、他の植物に影響を与える。
1. 葉から、雨・露などの水分接触で滲出する（Leaching）[1]。
2. 代謝産物が揮発性物質として放出される（Volatilisation）[1]。
3. 植物体の残渣が蓄積する（例えば、桜の葉の落葉後に分解生成されるクマリンや、そのほかの残根、ちぎれた根など）[1]。
4. 根から滲出する（exudation）[1]。

## 識別手法
アレロパシーがあるかどうかの試験には、いくつのかの方法がある。
付加栽培法
置換栽培法
階段栽培法
階段状にポッドを並べ、日当たりや養分の競合をなくし、2種類の植物を交互に接続して影響を調べる。
無影日長栽培法
連続的根滲出液捕集法
連続的根滲出液捕集法（CRETS：Continuous Root Exudate Trapping System）とは、根から放出される物質を吸着する樹脂によって収集する。階段栽培法と組み合わせて判別する。

## アレロパシーを有する植物の例
- ナヨクサフジ（ヘアリーベッチ）：石灰窒素の成分でもあるシアナミドを生合成する[3]。
- セイタカアワダチソウ：根からシスデヒドロマトリカリアエステルを出す。
- クルミ：葉や根からジュグロンを出す。
- サクラ：葉からクマリンを出す。
- マツ
- ニワウルシ（シンジュ）
- ソバ
- ヨモギ
- ハリエンジュ（ニセアカシア）
- アスパラガス
- ヒガンバナ
- キレハイヌガラシ
- レモン
- ユーストマ
- ナルトサワギク
- ギンネム：葉からミモシンを出す。
- アカギ
- ホテイアオイ
- ナガボノウルシ
- ナガミヒナゲシ

アレロパシーは、連作障害の原因の1つと考えられている。セイタカアワダチソウなどの帰化植物が勢力を拡大する要因の1つでもある。また、特定の植物により雑草や害虫を防除する生物農薬としての利用が注目されている。

## 藻類の例
フロロタンニンを生産する藻類は、摂食阻害、着生生物の付着抑制、紫外線に対する生体防御などの役割がある。そのほかにも、競争相手の藻類の成長阻害など様々なアレロパシー効果を持つ物質が様々な大型藻類などから確認されている。

## 関連資料
- 『アレロパシー―多感物質の作用と利用』（藤井義晴、農山漁村文化協会、2000年、ISBN 4540922254）
- 『化学で勝負する生物たち―アレロパシーの世界〈1〉』（今村寿明、裳華房、1994年、ISBN 478538591X）
- 『化学で勝負する生物たち―アレロパシーの世界〈2〉』（今村寿明、裳華房、1994年、ISBN 4785385928）
- 『植物たちの静かな戦い―化学物質があやつる生存競争（DOJIN選書71）』（藤井義晴、化学同人、2016年、ISBN 4759816712）
- 『里山と校庭の樹木落葉のアレロパシー』（佐藤大地、高橋和成、Naturalistae 14: 1-7 2009年）